# Plethodon wehrlei
Plethodon wehrlei — вид хвостатих амфібій родини Безлегеневі саламандри (Plethodontidae).

## Поширення
Вид є ендеміком США. Поширений у горах Аппалачі на сході країни від штату Нью-Йорк до Теннессі та Північної Кароліни, де зустрічається у помірних лісах.

## Опис
Тіло синьовато-чорного забарвлення з білими або жовтими плямами по всьому тілі, завдовжки 10-17 см.